# Es lo que hay
Es lo que hay fue un programa radial de ADN Radio Chile, conducido por el periodista Patricio Cuevas y la comediante Alejandra Dueñas. Se emitió de lunes a viernes, de 15:00 a 18:00, cumpliendo la labor de ser un noticiero alegre, según palabras de su conductor Patricio Cuevas.
El programa llegó a su fin el 31 de diciembre del 2012.

## Secciones y Espacios
Algunas de las secciones más conocidas de Es lo que hay, son:
- "Jingles" (Sección dedicada a jingles de los candidatos para las elecciones presidenciales y parlamentarias 2009)
- El estudio idiota de hoy.
- Los exabruptos del día de hoy.
- Dígalo cantando.
- Entre cuatro paredes, radioteatro producido 2 veces a la semana.
- El entrevistado del día (con preguntas planteadas por los cibernautas del Grupo de Es lo que hay y escogidas por Pato y Jani para plantearlas al aire).
- Lectura de La Segunda (cuyo suplementero es una parodia al personaje de Daniel Muñoz, El Carmelo)
- Lectura del Muro del Grupo en Facebook.
- Contactos telefónicos con la Señora Juanita (personaje de Juan Avendaño que parodia el clásico ejemplo del expresidente Ricardo Lagos cuando quería referirse genéricamente a la "ciudadana común chilena". Su rol en el programa es "comentarista de economía"), Jefferson Mamani (parodia de periodista peruano ultra nacionalista y antichileno, creado y personificado por el periodista de ADN Radio Roberto Bruna), Pelusa Alemparte (mofa de una comentarista de tendencias, cultura, etc. personificada por Jani Dueñas y que en realidad es una aristócrata, hiper superficial y pseudoliberal. Su última aspiración es ser candidata a la Presidencia de la República), Celofán Piñata (Es la imitación de Sebastián Piñera de una forma humorística con justificaciones de lo que ocurre), La Vocera (Parodia de la ex Vocera de la República de Chile, Ena Von Baer, comentando la actualidad sin dar respuestas concretas).
- El single de Buenaventura Ferreira (Cantautor popular personificado por Álvaro Díaz, quien a través de una canción semanal le toma el pulso a la actualidad nacional).
- Entrevistas falsas: Radiochácharas con personajes de actualidad.
- Resumen noticioso: las noticias más importantes del día con una mirada humorística.
- Alrededor del mundo, más conocido como "Around the world".
- Parece que se va a equivocar/¿Quién?/El presidente (inicia con un jingle tomado de Cachureos, para luego comentar una frase que haya dicho el Presidente Sebastián Piñera y que tenga algún error de gramática o de contenido).
- Tolerancia Suero: Panel de actualidad.

A excepción de Los Exabruptos y el Resumen Noticioso, no todas las secciones son permanentes. Algunos son semanales y otros han estado por un tiempo limitado.

## Elenco
- Patricio Cuevas: Conductor, personajes y voces varias.
- Alejandra Dueñas: Conductora, personajes y voces varias.
- Valentina del Campo: Productora y voces varias.
- Francisco Castillo: Guionista, y voces varias.
- Luis Hernández: Voces varias
- Álvaro Díaz: Colaborador.
- Roberto Bruna: Colaborador.
- Juan Avendaño: Colaborador.

## Anécdotas
En el programa Mediodía en ADN Radio, el conductor Matías del Río, en su primer día como conductor del noticiero de mediodía de ADN Radio Chile en marzo de 2009, cantó "Este no es el estudio idiota de hoy..." para presentar una nota, en directa alusión a una de las secciones del programa.

## Fin del programa
El programa llegó a su fin el 31 de diciembre del 2012. Jani Dueñas, contó en una carta abierta a los auditores, que el 28 de diciembre, la dirección de la emisora les informó a la producción y a los conductores el fin de Es lo que hay. El lunes 31, el programa se emitió grabado (el sábado 29), con varias descoordinaciones. En la "última sesión", se emitieron los "Exabruptos del Año". Cuevas, anunció que desde marzo conduciría el matinal de Radio Bío-Bío en reemplazo de Fernanda Hansen, mientras que Dueñas condujo el programa deportivo Más allá del Fútbol FM en Radio FM Tiempo, continuación del programa del mismo nombre que se emite en CDF, junto a Claudio Palma y Dante Poli.